# Стрикленд, Тед
Тед Стрикленд (англ. Ted Strickland; род. 4 августа 1941, Лукасвилл, Огайо) — американский политик, представляющий Демократическую партию. 68-й губернатор штата Огайо с 2007 по 2011 годы.

## Биография

### Ранние годы, образование и карьера
Тед Стрикленд родился в Лукасвилле, штат Огайо. Он был одним из девяти детей в семье, его отец был сталеваром. В 1959 году Стрикленд окончил среднюю школу, и стал первым членом семьи, поступившим в колледж. В 1963 году он получил степень бакалавра искусств в области истории в Колледже Эсбери, в 1966 году — степень магистра искусств в Университете Кентукки и в 1967 году — степень магистра богословия в духовной семинарии Эсбери. Затем он вернулся в Университет Кентукки, где в 1980 году получил степень доктора философии в психологическом консультировании.
После получения образования, Стрикленд работал психологом-консультантом в тюрьме Лукасвилла, а затем был администратором в методистском детском доме и профессором психологии в Университете Шауни.

### Политическая карьера
В 1976, 1978 и 1980 годах Стрикленд баллотировался в Палату представителей США, дважды проиграв Биллу Харша, а затем Бобу Макивэну. На выборах, состоявшихся 3 ноября 1992 года, Стрикленд победил Макивэна, набрав 51 % голосов против 49 % у соперника.
В 1994 году Стрикленд проиграл перевыборы республиканцу Фрэнку Креминсу, но в 1996 году вновь вернулся в Палату представителей. Стрикленд переизбирался ещё четыре раза: в 1998, 2000, 2002 и 2004 годах.
В 2006 году Стрикленд баллотировался на пост губернатора штата Огайо. 2 мая 2006 года он легко выиграл праймериз, набрав 80 % голосов. 7 ноября 2006 года Стрикленд выиграл всеобщие выборы у секретаря штата республиканца Кен Блэквелла (60,4 % и 36,8 % голосов соответственно).
2 ноября 2010 года на очередных выборах Стрикленд потерпел поражение от бывшего председателя бюджетного комитета Палаты представителей республиканца Джона Кейсика. Стрикленд набрал 46,74 %, а Кейсик — 49,33 % голосов.
Весной 2012 года Стрикленд стал научным сотрудником Гарвардского института политики. Он также является членом совета Центра двухпартийной политики.
В 2016 году был кандидатом демократической партии на пост сенатора от штата Огайо, с большим разрывом проиграл действующему сенатору-республиканцу Робу Портмэну.

### Личная жизнь
В 1987 году Тед Стрикленд женился на Франсис Стрикленд (в девичестве Смит), педагоге-психологе, авторе широко используемого скрининг-теста для детей дошкольного возраста.